# Abschnittsbefestigung Steinberg
Die Abschnittsbefestigung Steinberg, auch Wallburg Schützenwiese genannt, ist eine abgegangene Wallburg ca. 1650 m ostsüdöstlich der Pfarrkirche St. Georg von dem Oberpfälzer Markt Königstein im Landkreis Amberg-Sulzbach. Die Anlage wird als Bodendenkmal unter der Aktennummer D-3-6335-0008 im Bayernatlas als „Wallanlage vor- und frühgeschichtlicher Zeitstellung, Höhensiedlung der Urnenfelderzeit“ geführt. 

## Beschreibung
Die Abschnittsbefestigung Steinberg liegt auf der südöstlichen Kuppe des Steinbergs in der Flur Schützenwiese. Sie wird von dem Hauptmassiv durch eine enge Schlucht getrennt und ist auf drei Seiten von steilen Feldabbrüchen geschützt. Auf der flacheren Ost-Nord-Ost-Seite sichert ein niedriger Steinwall von ca. 70 m Länge die Anlage. Ein alter Durchlass in der Wallmitte ist an einbiegenden Wallenden erkennbar. Lesefunde aus der Urnenfelderzeit befinden sich im Historischen Museum Regensburg.